# Кирил Босота
Кирил Босота (назван босота јер је ходао бос) је био православни монах који је након оптужбе за јерес 1320-их протеран са Свете горе, заједно са братом Лазаром и још неколико других монаха. Одатле су браћа избегла у Трново, у Бугарској, где је Кирил почео да проповеда и да стиче следбенике. Он је организовао је окупљања по кућама, критиковао је поштовање икона и крста и говорио да су снови божанског порекла. Такође је иступао против светости брака, учећи мушкарце и жене да могу напустити своје супружнике.
Најпознатији његов следбеник је био поп Стефан. Кирил Босота, његов брат Лазар, ученик Стефан и други богомили су приведени и осуђени на антијеретичком сабору који је сазвао бугарски цар Јован Александар око 1350. године. Том приликом, Лазар се одрекао „лажног учења“ и вратио се православној цркви, остатак живота проводећи у покајању. Кирил и Стефан, који се нису одрекли својих уверења, су усијаним железом жигосани по лицу и протерани из земље.